# Schtroumpf gourmand
 (novembre 2022).
Si vous disposez d'ouvrages ou d'articles de référence ou si vous connaissez des sites web de qualité traitant du thème abordé ici, merci de compléter l'article en donnant les références utiles à sa vérifiabilité et en les liant à la section « Notes et références ».
Le Schtroumpf gourmand est un personnage de fiction de la bande dessinée Les Schtroumpfs. Il a été créé par le dessinateur belge Peyo puis transformé par Thierry Culliford en 1962.

## Caractéristiques
Bien que la gourmandise soit un trait de personnalité commun à de nombreux Schtroumpfs, il est exacerbé chez le Schtroumpf gourmand. Il est réputé pour son appétit qui le pousse souvent à dérober les plats du Schtroumpf cuisinier. Il est ainsi régulièrement en surpoids : on apprend dans « Docteur Schtroumpf » qu'il pèse 30 g de trop, et plus tard qu'il est trop lourd pour les bâches des Schtroumpfs pompiers (Schtroumpferies).

## Apparitions

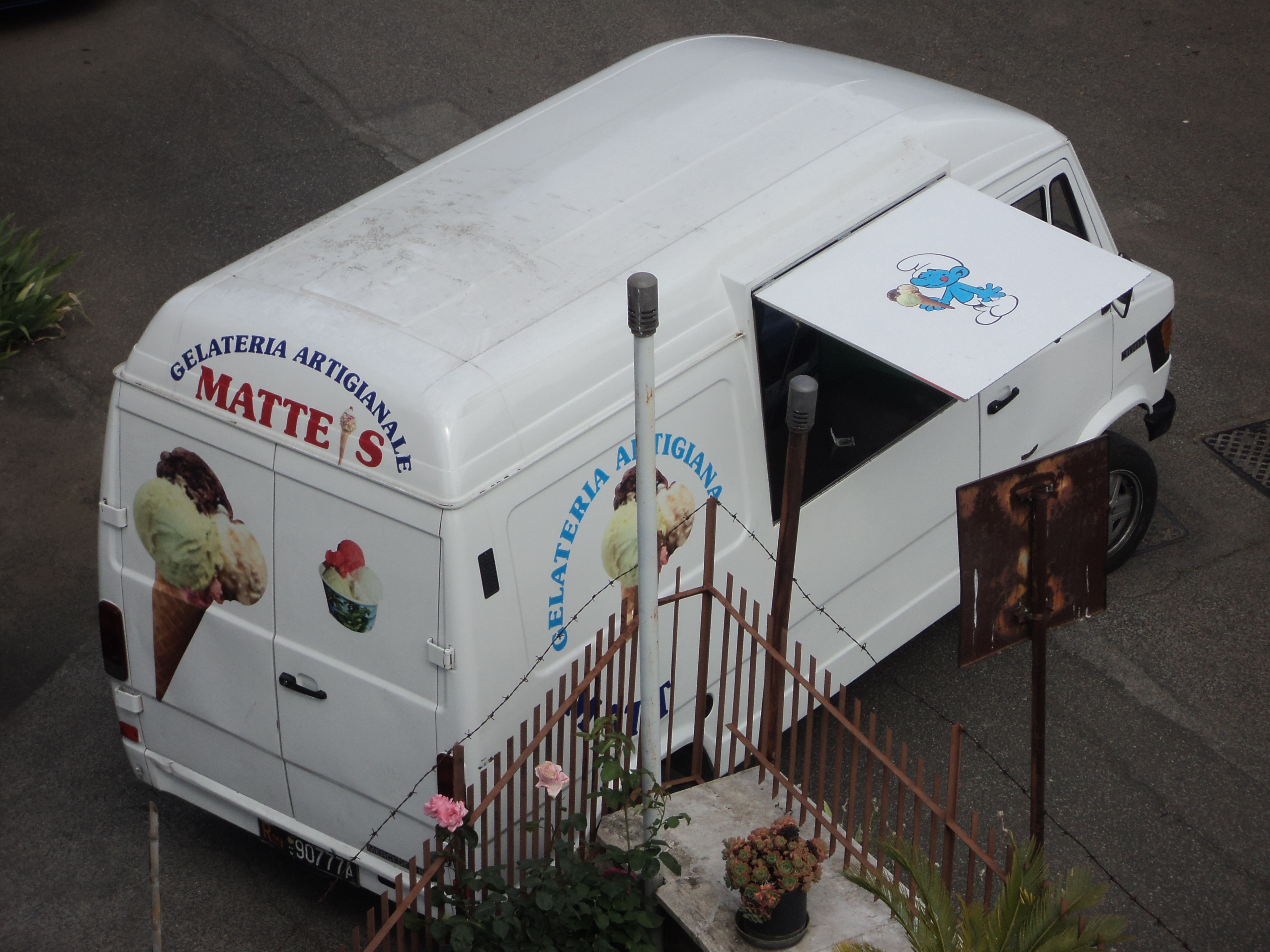
Camion de glaces en Italie avec le Schtroumpf gourmand comme illustration

Il apparaît pour la première fois dans Le Centième Schtroumpf. Il est l'inventeur de l'antidote contre l'épidémie de l'album « Salade de Schtroumpfs » qui consiste simplement à manger une feuille de salsepareille.
Dans la série animée Les Schtroumpfs et dans Le Bébé Schtroumpf, il semble être à la place du Schtroumpf cuisinier. Il montre une face cachée de sa personnalité dans l'épisode The Master smurf où il devient une sorte de Schtroumpfissime, après avoir revêtu une couronne magique qui le rend le « maître schtroumpf ».